# 시바 (성경 인물)
시바(Ziba, ציבא)는 히브리어 성경 사무엘하의 인물이다. 그는 사울의 종이었고 나중에는 사울의 손자 므비보셋의 종이었다.
시바는 세 곳에서 언급된다. 사무엘하 9장에서 다윗은 그에게 므비보셋이 그의 주인이 될 방법을 알려준다. 사무엘하 16장에서 다윗이 압살롬의 음모 이후 예루살렘에서 도망쳤을 때 시바는 식량을 가지고 다윗에게 와서 므비보셋이 다윗에 대한 믿음을 깨뜨렸다고 주장한다. 다윗은 므비보셋에게 속한 모든 것을 대신 시바에게 주면서 응답한다. 마침내 사무엘하 19장에서 다윗이 예루살렘으로 돌아왔을 때 므비보셋은 다윗에게 시바가 거짓말을 했다고 말했고, 다윗은 “너와 시바가 땅을 나누리라”고 대답했다.
다윗은 누구를 믿어야 할지 모르는 것처럼 비쳐진다. 그러나 대부분의 주석가들은 시바가 "다윗의 은총과 사울의 재산에 대한 소유권을 가질 자격이 있는 유일한 충성스러운 신민으로 나타나기 위해" 시바가 거짓말을 하고 있다고 결론 내렸다.
시바에게는 열다섯 명의 아들이 있었다. 비록 그가 사울의 집의 종이었지만 자기의 종이 이십 명이나 있었다(사무엘하 9:10).